# Sportlunch

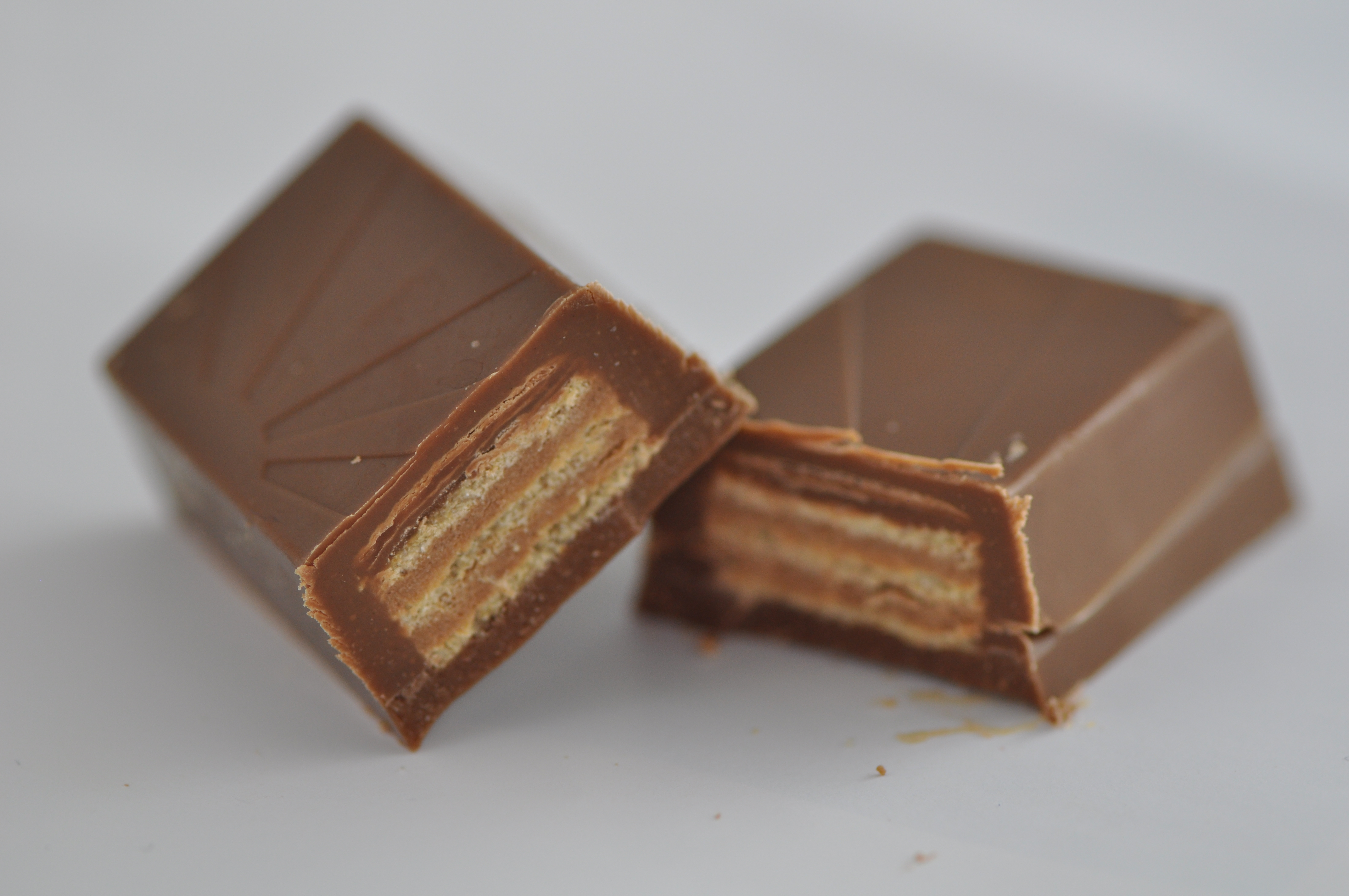
En Sportlunch, genomskuren.

Sportlunch är en chokladbit som tillverkas av Cloetta och består av rån med tunna lager av mjölkchoklad och mjölkchokladöverdrag.
Den lanserades 1937, då under namnet "Mellanmål", och ändrade namn 1996 till Sportlunch. Sportlunch säljs i Sverige och Norge. Sedan 2012 finns även varianten Sportlunch Power Break, med hasselnötter och toffee.
År 2016 ändrade Cloetta receptet på sin mjölkchoklad, vilket påverkade smaken på en rad av deras produkter; bland annat Sportlunch.